# Länsväg W 693

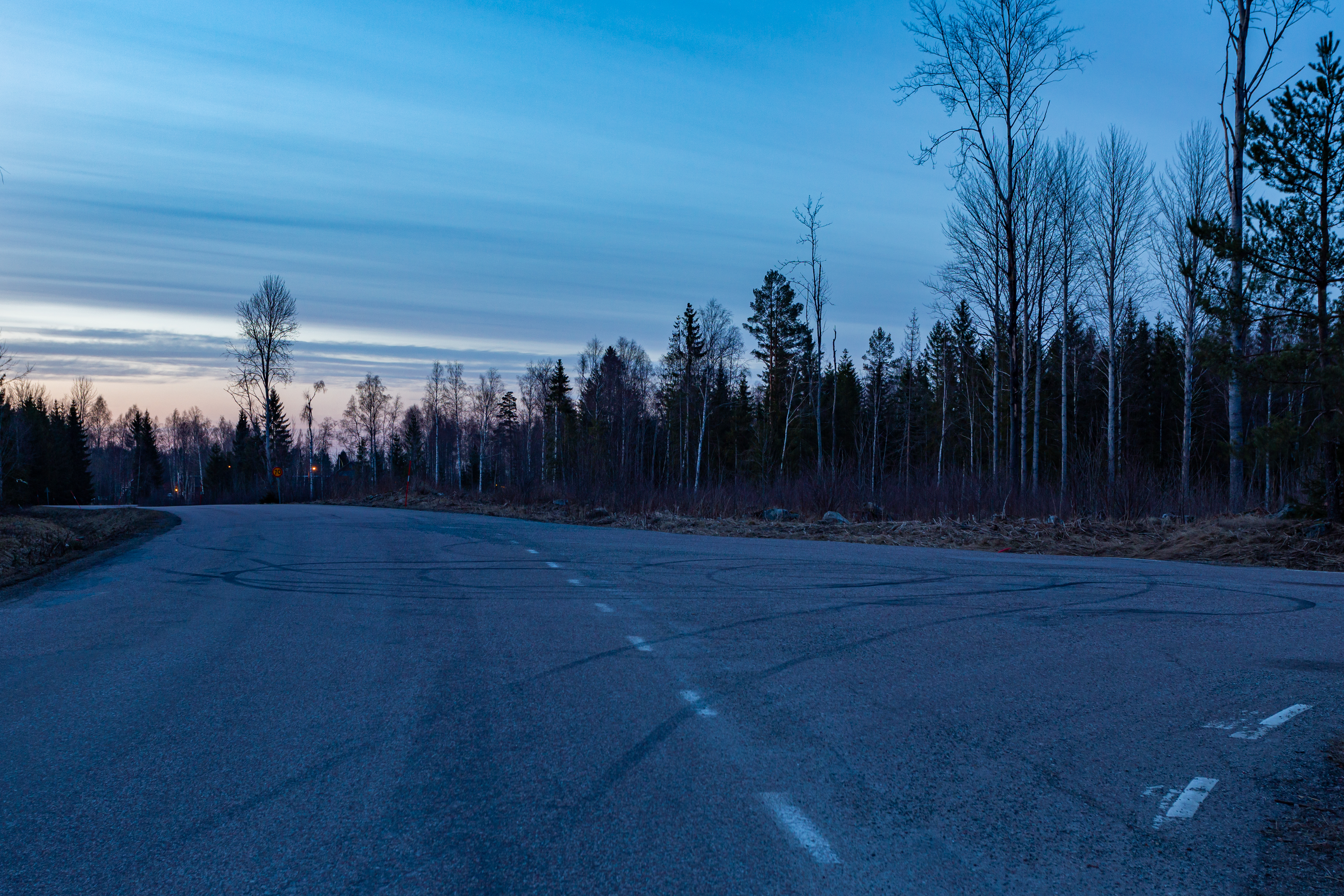
Vägskälet i Lilla Grubbo. Länsväg 693 börjar vid korsningen och går mot betraktaren. Länsväg 692 är den anslutande vägen från höger som fortsätter framåt från betraktaren.

Länsväg W 693  (länsväg 693) är en övrig länsväg i Avesta kommun, Dalarnas län. Vägen är 3,1 km lång och går från vägskälet till länsväg 692 i Lilla Grubbo utanför Krylbo till Västmanlands läns gräns vid byn Vansjö nära Vansjön. Där byter vägen namn till länsväg 759 och fortsätter mot Hökmora och vidare mot Hästbäck.